# Thung lũng Bajdarska
Thung lũng Bajdarska hay thung lũng Baydar (tiếng Ukraina: Байдарська долина, chuyển tự: Bajdarska dolyna; tiếng Nga: Байдарская долина, chuyển tự: Bajdarska dolyna; tiếng Tatar Krym: Baydar uva) là một thung lũng trải rộng 16 km lên hướng đông bắc của huyện Balaklava, Sevastopol, Krym, miền nam Ukraina. Thung lũng là điểm khởi nguồn của sông Chorna và là nơi đặt hồ chứa nước sông này; hồ được coi là vùng nước ngọt lớn nhất Sevastopol. Rải rác ở thung lũng là các cột đá thẳng đứng (menhir) có từ thời tiền sử. Ngang qua thung lũng có tuyến đường nối Yalta và Sevastopol. Đèo Baydar nối thung lũng Baydar với bờ biển Đen. Phần lớn diện tích thung lũng nằm trong phạm vi khu bảo tồn thiên nhiên.